# Amira Rezgui
Amira Rezgui (arabe : أميرة الرزقي) est une actrice tunisienne. Elle est également animatrice sur Mosaïque FM.

## Filmographie

### Cinéma

#### Longs métrages
- 2001 : La Librairie de Nawfel Saheb-Ettaba
- 2004 : Parole d'hommes de Moez Kamoun (ar)

#### Courts métrages
- 2006 : Madame Bahja de Walid Tayaa
- 2006 : Qui a tué le prince charmant ? de Farès Naânaâ[2]
- 2008 : Lazhar de Bahri Ben Yahmed
- 2008 : Allô de Madih Belaïd

### Télévision

#### Séries
- 2003 : Chez Azaïez de Slaheddine Essid : cliente
- 2004 : Loutil de Slaheddine Essid : cliente de l'hôtel
- 2004 : Jari Ya Hammouda d'Abdeljabar Bhouri : Faïza
- 2005-2007 : Choufli Hal de Slaheddine Essid (invitée des épisodes 4 et 30 de la saison 1 et de l'épisode 22 de la saison 3) : Mme Masouda
- 2008 : El Coloc de Borhene Ben Hassouna
- 2010 : Dar Lekhlaa d'Ahmed Rjeb et Nabil Bessaïda : Hana

#### Téléfilms
- 2008 : Villa Jasmin de Férid Boughedir

## Musique
Amira Rezgui est par ailleurs chanteuse ; elle interprète plusieurs genres musicaux, comme le blues et le fado, et puise également dans le patrimoine tunisien. Elle est souvent accompagnée à la guitare par Youssef Lakhoua.
- 2014 : Bordguena[3]

## Radio
- 2020 : 7ad Ma Yet7arek[4]